# Les Aventures de Casanova
Pour plus de détails, voir Fiche technique et Distribution.
Les Aventures de Casanova est un film français tourné en deux époques (Les Chevaliers de l'aventure et Les Mirages de l'enfer) par Jean Boyer et sorti en 1947. Le film s'inspire de la vie de Giacomo Casanova, aventurier vénitien ayant vécu au XVIIIe siècle.

## Synopsis
Sur le chemin de Paris, le chevalier Casanova de Seingalt n'arrête pas de collectionner les bonnes fortunes, ne redoute pas les duels et trempe dans de romanesques aventures. Dans la capitale il sauve l'honneur d'une grande dame, conquiert la nièce de son redoutable ennemi et se perd pour les beaux yeux de Coraline, perfide danseuse d'opéra.

## Fiche technique
- Tourné en deux époques : Les Chevaliers de l'aventure puis Les Mirages de l'enfer
- Réalisation : Jean Boyer, assisté de Jean Bastia
- Scénario tiré des mémoires de Casanova
- Adaptation et Dialogue : Marc-Gilbert Sauvajon
- Décors : Jacques Krauss
- Costumes dessinés par M. Escoffier, direction artistique des costumes : J. Alliod, O. Choumanski
- Photographie : Charles Suin
- Opérateur : Walter
- Musique : René Sylviano
- Chansons de Vandair et Rouzand (éditions Régia)
- Son : Roger Rampillon
- Montage : Fanchette Mazin
- Régisseur : Hubert Raskin
- Script-girl : Paule Converset
- Duels réglés par le maître d'armes Leprètre
- Tournage dans les studios Eclair d'Epinay-sur-Seine et Photosonor à Courbevoie
- Titrage : Laboratoire Eclair à Epinay-sur-Seine
- Production : Sirius-Films
- Directeur de production : Jean Darvey
- Distribution : La société des Films Sirius
- Chef de production : Lucien Masson
- Pays :  France
- Format :  Noir et blanc - 1,37:1 - 35 mm - Son mono
- Genre : Aventure, historique, film musical et romance
- Durée : 188 minutes (100 min la 1ère époque - 88 min. la 2ème)
- Dates de sortie : 
  - France - 26 février 1947
  - France - 26 mars 1947
- Visa d'exploitation : 4257 1ère époque - 4258 2ème époque
- Affiches : Constantin Belinsky, Jacques Bonneaud, Georges Dastor (France)

## Distribution
- Georges Guétary : Jean Casanova de Seingalt (1 et 2)
- Jacqueline Gauthier : Coraline (2)
- Aimé Clariond : Don Louis y Castillo, le gentilhomme espagnol (1 et 2)
- Gisèle Préville : Mme Van Hope (2)
- Noëlle Norman : Clotilde du Manoir (1 et 2)
- Albert Dinan : Jasmin (1 et 2)
- Pierre Labry le moine (1)
- Jean Tissier : Mr Van Hope, le banquier d'Amsterdam (2)
- Luce Feyrer : la Borelli, vedette de la troupe (1)
- Hélène Dassonville : Henriette, la joueuse (1)
- Claudette Falco : la fille du juge (1)
- Micheline Gary : Consuela, la nièce de Don Luis (2)
- Gisèle Casadesus : Geneviève de Cerlin (1 et 2)
- Marguerite Ducouret : Concepcion, la duègne de Consuela (2)
- Georges Tourreil : le capitaine Piquebise (1)
- Raymond Loyer : Maxime de Cerlin, le frère de Geneviève (1 et 2)
- Raymond Faure : le marquis Tortoli (1)
- Marcel Pérès : le sergent (1)
- Georges Jamin : l'officier de police (1 et 2)
- Nicolas Amato : le directeur du théâtre (1)
- André Bervil : Croce, le cousin de Coraline (2)
- Gaston Mauger : l'aubergiste de la "Pomme de Pin" (1)
- Julien Maffre un soldat
- Pierre Juvenet : l'aubergiste de Boulogne
- Franck Maurice : un soldat (1)
- Marcel Charvey : un comédien (1)
- Gaby Bruyère : une comédienne (1)
- Jean Duvaleix
- Marcel Méral
- Barbara Shaw : Lady Ancliff (2)
- Lucien Pascal : François Casanova le frère peintre (1)
- Guy Saint-Clair
- Pierre Dargout
- Monique Ravot
- Marylou
- Gaby Blanche
- Gisèle Frappa
- Paola Manelli
- Annie Avril
- Gérard Marceau

Jacqueline Caurat la bonne de Clotilde